# Quiestède
Quiestède é uma comuna francesa na região administrativa de Altos da França, no departamento de Pas-de-Calais. Estende-se por uma área de 2,83 km². Em 2010 a comuna tinha 644 habitantes (densidade: 227,6 hab./km²).